# Domingo Cavallo
Domingo Felipe Cavallo (ur. 1946) – argentyński polityk i ekonomista, księgowy, dyrektor Banku Centralnego Argentyny od 1982 do 1987, minister spraw zagranicznych od 1989 do 1991, minister gospodarki od 1991 do 1996. Ograniczył inflację i uporządkował gospodarkę (jego doradcą był Steve Hanke). W 1999 kandydował na urząd prezydenta Argentyny. Od marca do grudnia 2000 po raz kolejny obejmował stanowisko ministra gospodarki. Obecnie członek Grupy G30.